# Dossier Minimium Bug
Dossier Minimium Bug is een Agent 327-stripverhaal van de hand van Martin Lodewijk uit 1999. Voor veel liefhebbers was het verschijnen ervan een verrassing, want Lodewijk had al jaren geen nieuw verhaal meer getekend.
Dit boekje is wereldrecordhouder kleinste stripboekje. Het boekje meet slechts 2,6 bij 3,7 centimeter en telt 16 pagina's. Een loep werd bijgeleverd. Het boekje werd vermeld in het Guinness Book of Records. Lodewijk kreeg het certificaat hiervan uitgereikt op 3 juni 2000, tijdens de Haarlemse stripdagen.

## Verhaal
Het verhaal(tje) gaat over Agent 327 die te maken krijgt met een speciaal apparaat: de Minimium Bug. Het apparaat is in een Goelag-kamp in Zakkestan uitgevonden door Professor Von Vonvonderstein. Je kunt er voorwerpen mee vergroten of verkleinen. Het geval zorgt echter voor een hoop ellendige rompslomp.